# Ginkgolide
Un ginkgolide est un diterpène hexacyclique à 20 atomes de carbone et comprenant trois cycles γ-lactone ainsi que deux groupes hydroxyle et un groupe tert-butyle, ce dernier étant exceptionnel pour un composé naturel. Les ginkgolides ont été isolés pour la première fois en 1932 à partir de Ginkgo biloba. Leur structure a commencé à être élucidée en 1967 avec le ginkgolide B. On en connaissait, fin 2014, cinq molécules différentes, appelées ginkgolides A, B, C, J et M :
| Ginkgolide   | Structure générique | R1  | R2  | R3         | N° CAS     |
| ------------ | ------------------- | --- | --- | ---------- | ---------- |
| Ginkgolide A |                     | −H  | −OH | −H         | 15291-75-5 |
| Ginkgolide B | −H                  | −OH | −OH | 15291-77-7 |            |
| Ginkgolide C | −OH                 | −OH | −OH | 15291-76-6 |            |
| Ginkgolide J | −OH                 | −OH | −H  | 15291-79-9 |            |
| Ginkgolide M | −OH                 | −H  | −H  | 15291-78-8 |            |

La synthèse totale des ginkgolides s'est révélée être trop complexe pour produire des quantités suffisantes de molécules, de sorte que la maîtrise de leur biosynthèse s'avère préférable. Celle-ci est issue du géranylgéranyl-pyrophosphate. D'une manière générale, la plupart des terpénoïdes naturels sont produits à partir de l'isopentényl-pyrophosphate à travers la voie du méthylérythritol phosphate (voie MEP), qui produit également du diméthylallyl-pyrophosphate à partir de pyruvate et de D-glycéraldéhyde-3-phosphate : l'addition de ces deux molécules conduit au géranylgéranyl-pyrophosphate sous l'action de la géranylgéranyle diphosphate synthase.